# Castello di Montanaro
Il castello di Montanaro, oggi proprietà del comune della omonima cittadina, è un edificio di origine medioevale del Piemonte.

## Storia

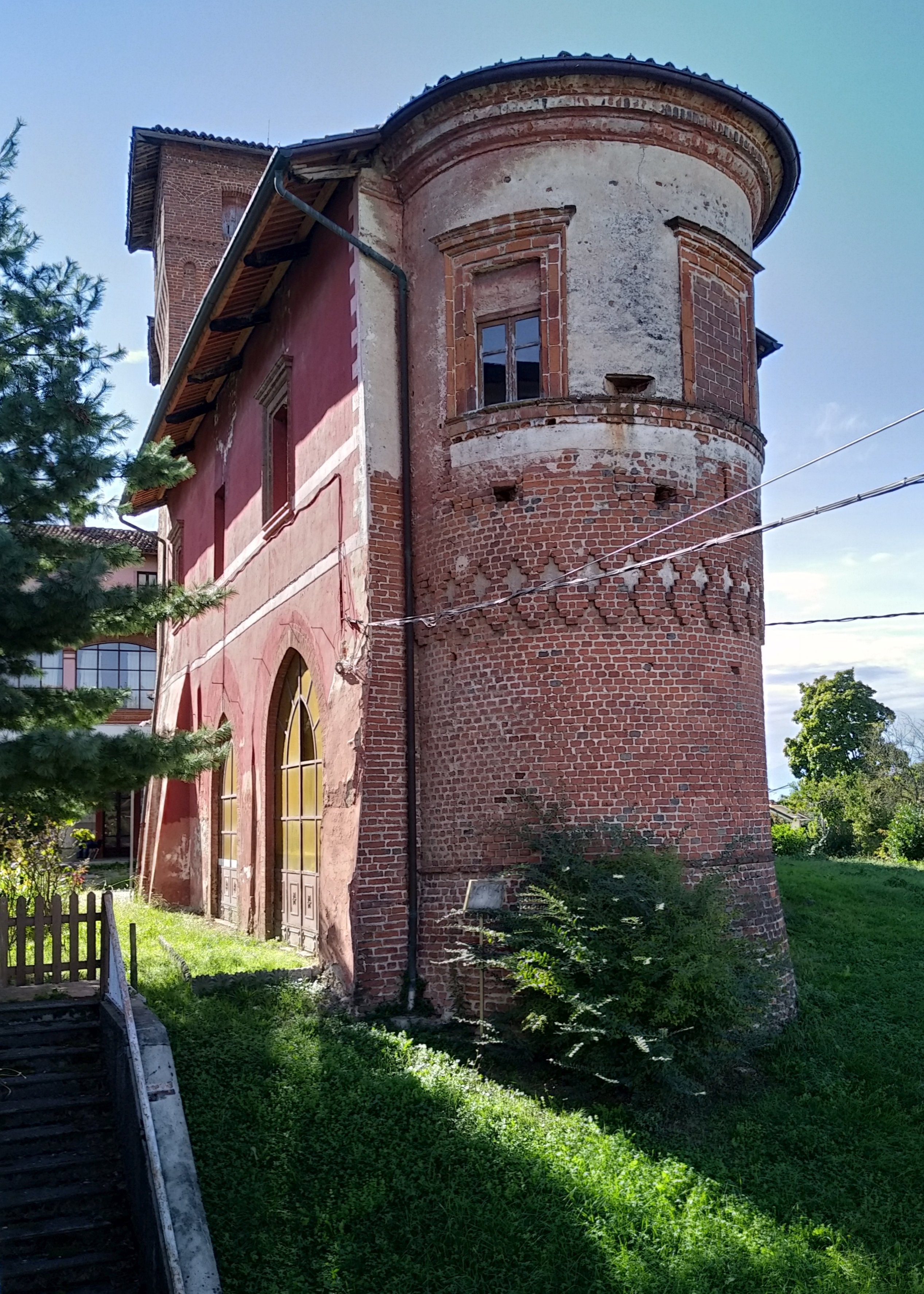
Torre della zecca

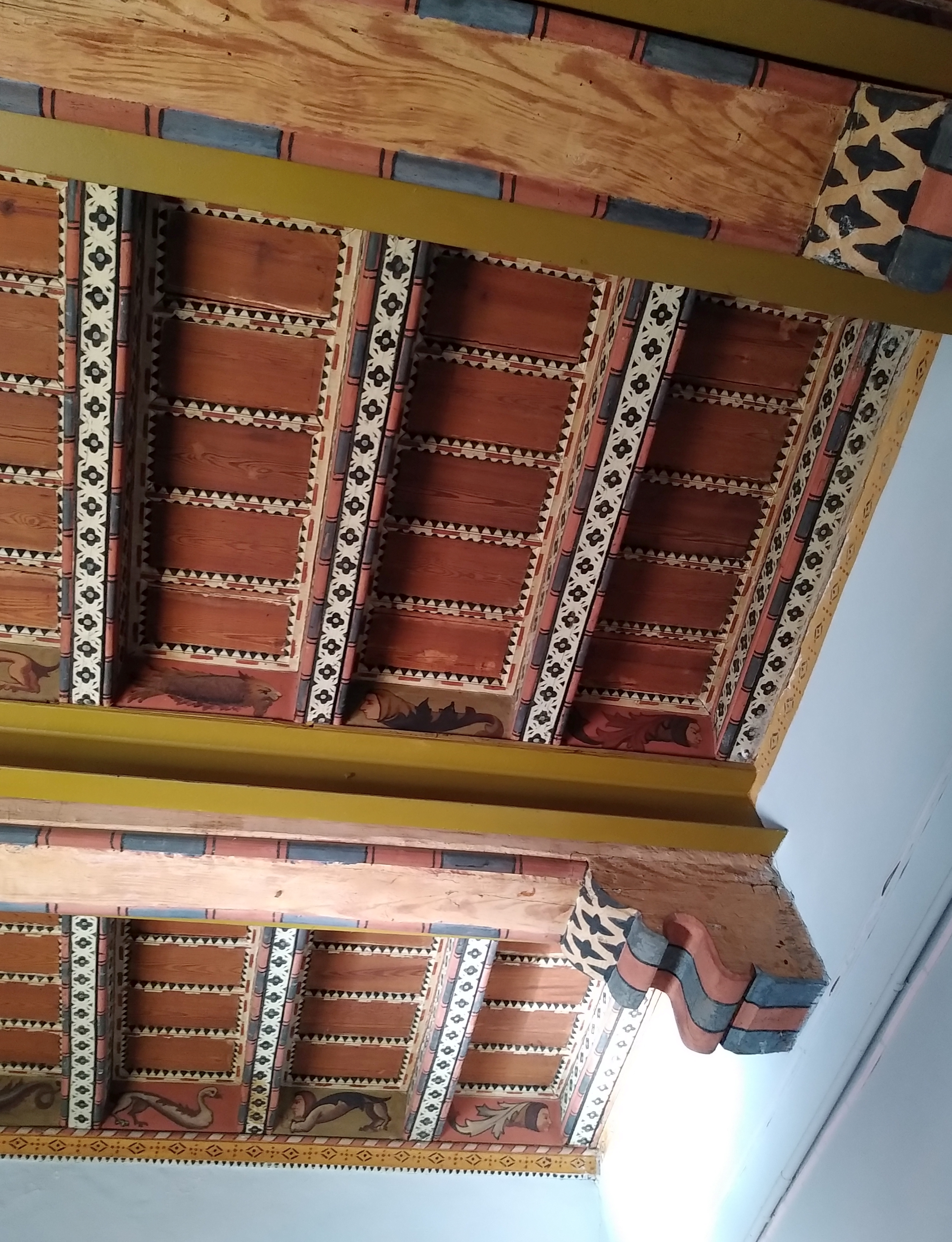
Dettaglio di un soffitto a cassettoni

L'edificio è documentato nel XIII secolo nell'atto di vendita con il quale i Conti di Orio cedono all'Abbazia di Fruttuaria i propri possedimenti. Nel 1515 venne semidistrutto dalle truppe francesi. Nel corso del XVI secolo il castello fu trasformato in una dimora rinascimentale su iniziativa dell'allora abate commendatario di Fruttuaria, il cardinale Bonifacio Ferrero. L'abate godeva del privilegio di battere moneta, concessogli dal papa Clemente VII nel 1527, ed installò una zecca in un'ala del castello. 
La zecca venne fatta chiudere nel 1582 da Carlo Emanuele I di Savoia. Il castello venne dotato di parco nel 1646 su progetto dell'ingegnere Carlo Morello . Nel 1799 il castello fu usato per ospitare le truppe austro-russe, alleate dei Savoia contro Napoleone.
 A seguito della successiva occupazione napoleonica del Piemonte e della confisca dei beni alle istituzioni religiose il castello venne venduto nel 1801 a Pietro Giuseppe Frola. Nel 1951 il discendente Giovanni Frola, avvocato e conte, per volontà testamentaria lo destinò a casa di riposo per gli anziani poveri di Montanaro.
Attualmente la residenza assistita è stata smantellata e di tutto l'edificio viene utilizzato dal comune di Montanaro una unica sala al piano terreno per celebrarvi i matrimoni.

## Architettura

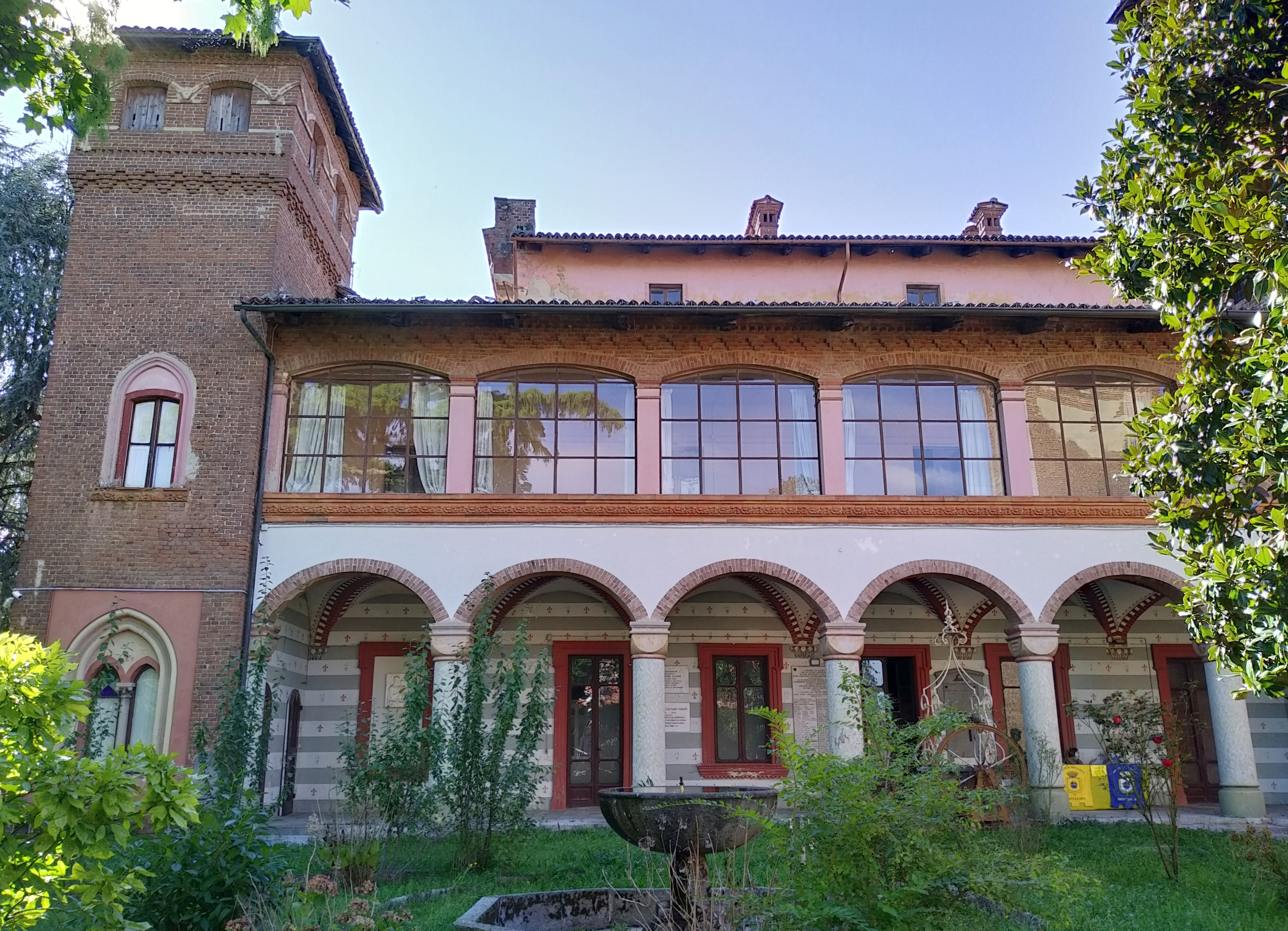
Giardino interno e porticato

L'edificio è oggi caratterizzato da una struttura ampiamente rimaneggiata in varie epoche. Ben conservate sono le torri medievali sul lato settentrionale e la torre, sopraelevata nel Cinquecento, che completava l'edificio della zecca. Interessante è un soffitto a cassettoni del Cinquecento ridipinto nella fine dell'Ottocento.
Nel 1885, su iniziativa del senatore Secondo Frola, venne restaurato dall'architetto Camillo Boggio.